# Alte Straßburger Burschenschaft Germania
Die Alte Straßburger Burschenschaft Germania wurde am 30. Juni 1880 in Straßburg als Burschenschaft Germania gegründet. Sie ist heute als farbentragende und pflichtschlagende Studentenverbindung an der Eberhard Karls Universität Tübingen aktiv.

## Couleur, Wahlspruch und Wappen
Das Burschenband trägt die Farben schwarz-silber-rot mit goldener Perkussion (Fuchsenband: schwarz-silber-schwarz mit goldener Perkussion). Die Mützenfarbe ist weiß. Der Wahlspruch lautet Ehre, Freiheit, Vaterland.
Der Wappenschild ist durch ein schwarzes Kreuz mit goldener Umrandung viergeteilt mit zusätzlichem Herzschild. Das rechte obere Feld zeigt die Farben der Burschenschaft schwarz-silber-rot, das linke obere Feld auf schwarzen Grund zwei sich reichende Hände vor zwei gekreuzten Mensurschlägern, umgeben von einer sich in den Schwanz beißenden Schlange und dem Gründungsdatum.
Rechts unten findet sich das Straßburger Münster vor einer aufgehenden Sonne, links ein goldener Eichbaum vor rotem Grund.
Der Herzschild ist gold umrandet und zeigt die Farben und den Zirkel der Burschenschaft.

## Geschichte

### Die Gründerjahre in Straßburg 1880–1919
Die Burschenschaft Germania wurde im Jahre 1880 gegründet. In den ersten Jahren wurde sie mehrfach aufgelöst und neugegründet. Erst nach 1890 gelang es ihnen sich dauerhaft zu konstituieren. Sie bemühte sich um die Wiedererrichtung eines Ausschusses der Straßburger Studentenschaft, eines Vorgängers des heutigen AStA, wie ihn die Burschenschaften an anderen Hochschulen bereits durchgesetzt hatten. Die Gründung eines Hausbauvereins 1910 konnte nicht mehr umgesetzt werden, da sich 1914 die gesamten Aktiven freiwillig für den Ersten Weltkrieg meldeten. Während der Kriegsjahre versuchte man ein rudimentäres Verbindungsleben mit starker Unterstützung der Altherrenschaft zu erhalten und tatsächlich trafen sich die Bundesbrüder in regelmäßigen Abständen in Straßburg, wobei die regelmäßig erscheinenden „Kriegsberichte der Straßburger Burschenschaft Germania“ die Kommunikation deutlich verstärkte. 1918/19 fiel Straßburg an Frankreich und die Universität wurde auf Französisch umgestellt. Die Burschenschaft verließ die Stadt fluchtartig.

Die Germania als Mitglied der Deutschen Burschenschaft (1915)

### Germania Straßburg in Frankfurt 1919 bis 1937
Bereits zu Weihnachten 1918 bemühte sich Karl Hoppmann der Burschenschaft eine neue Heimat zu geben und votierte für die Wiedereröffnung in Frankfurt am Main als Alte Straßburger Burschenschaft Germania. Die Lage der Mitglieder war angespannt, etwa ein Viertel von ihnen war durch den Vertrag von Versailles um ihre Lebensgrundlage gebracht worden, und die Burschenschaft hatte fast alles in Straßburg zurücklassen müssen. Dennoch reagierte ein Großteil prompt und stimmte für Frankfurt, wo die Burschenschaft Germania am 12. Januar 1919 neu begründet wurde. Gerade in der Zeit der Krise nach 1918 sah man die Traditionen der Deutschen Burschenschaft als nötig wie nie zuvor an und wollte mithelfen, das Land durch Selbsterziehung zu Pflichtbewusstsein, politischer Urteilsfähigkeit und zielbewusstem Denken neu aufzubauen. In Straßburg waren jedoch Kassenbücher, Fecht- und Kneipinventar zurückgeblieben, die wegen der Grenzsperre nicht nach Frankfurt gebracht werden konnten. Trotz aller Widrigkeiten gelang die Etablierung und bald schon hatte die Germania weit mehr Mitglieder als jemals vorher in Straßburg.
Nach der Ernennung Hitlers zum Reichskanzler im Jahr 1933, die auch von vielen Burschenschaftern herbeigesehnt wurde, zogen schlechte Zeiten für die an ihrer Tradition ausgerichteten Burschenschaften auf. Mit der Anerkennung des Führerprinzips entrechtete sich die Deutsche Burschenschaft selbst, so dass der Austritt der Alten Straßburger Burschenschaft Germania 1934 nur logisch war. Noch 1935, als die Zwänge zur Gleichschaltung immer drückender wurden, gründete die Germania unter Karl Hoppmann zusammen mit 22 anderen Burschenschaften die Alte Burschenschaft, die jedoch noch im gleichen Jahr unter massiven Drohungen gegen Hoppmann zur Auflösung gezwungen wurde. Trotz weiterer Einschüchterungsversuche blieb die Altherrenschaft auch nach der Auflösung der Aktivitas erhalten, verkaufte 1937 das Verbindungshaus in Frankfurt und sah wieder einmal einer ungewissen Zukunft entgegen.

### Die zweite Straßburger Zeit 1941 bis 1944
Auch nach 1937 hielt der Lebensbund Germaniae zusammen, obwohl die äußere Form zerbrochen war. Während die meisten Burschenschaften als NS-Kameradschaften informell weiter existierten, lehnten die Germanen eine solche Organisationsform zunächst ab, bis nach dem Westfeldzug im Wintersemester 1941/42 die Reichsuniversität Straßburg gegründet wurde. Eine Rückkehr in die alte Heimat wurde durch einen inoffiziellen Stammtisch möglich, der im November 1941 in das alte Stammlokal „Zur dicken Marie“ einzog. Schnell beschloss man nun auch wieder eine Aktivitas zu integrieren, die als „Kameradschaft Großdeutschland“ gegründet wurde. Die kurze Rückkehr nach Straßburg fand im Sommer 1942 mit dem Erwerb eines neuen Hauses ihren Höhepunkt, ehe im November 1944 Straßburg von der französischen Armee besetzt wurde und das Schicksal der Burschenschaft erneut besiegelt schien.

### Neuanfang in Tübingen
Zur Fortsetzung ihres kriegsbedingt unterbrochenen Studiums kamen 1948 einige Bundesbrüder in Tübingen zusammen, wo der Bund zunächst als „Akademischer Bund Amicitia“ wiederauflebte, ehe 1950 zum 70. Stiftungsfest die Alte Straßburger Burschenschaft Germania zu Tübingen; wiedergeboren wurde. Es folgten Jahre der Integration und des Wachstums in Tübingen, die vor allem durch den Erwerb des Hauses Neckarhalde 47 im Dezember 1952 gekennzeichnet waren. Erst die 60er Jahre mit ihrem Stimmungswandel zuungunsten der Korporationen allgemein veränderte auch die Lage für die Germania, zumal die Nachwuchswerbung in den 68er Jahren schwierig war. Eine erfolgreiche Unterwanderung durch links-sozialistische Studenten gefolgt vom Diebstahl wertvoller Couleurgegenstände führte schließlich zur Aufhebung der Aktivitas durch den Altherrenverband im Jahre 1970.
Nach Jahren der Stagnation gelang 1976/77 die Rekonstitution des Bundes, der bis 1989 immer mehr in die Defensive geraten war. Seit der endgültigen Rekonstitution 1990 ist die Burschenschaft in Tübingen wieder ohne Unterbrechung aktiv.

## Burschenschaftliche Ausrichtung
Die Burschenschaft Germania war seit 1880 Mitglied im Eisenacher Deputierten-Convent (EDC). Dem Allgemeinen Deputierten Convent (ADC), aus dem 1902 die Deutsche Burschenschaft (DB) hervorging, gehörte sie seit dessen Gründung 1881 an.
Als weiße Burschenschaft war Germania seit 1919 Mitglied im Weißen Kreis (vertagt seit 1961) und im 1925 gegründeten Altweißen Kartell (AWK), bestehend aus den Burschenschaften Frankonia Bonn, Alemannia Gießen, Rugia Greifswald, Germania Königsberg und Dresdensia Leipzig (zuletzt nach langer Vertagung nur noch Dredensia-Rugia Gießen und Germania Straßburg).
1934/35 versuchte der Vorsitzende der Altherrenschaft Karl Hoppmann vergeblich dem wachsenden Druck der Gleichschaltung des NSDStB durch Austritt aus der DB und Bildung der Alten Burschenschaft zu entgehen. 1950 waren Straßburger Germanen am Wiederaufbau der Deutschen Burschenschaft beteiligt, deren Wiedergründungsmitglied Germania ist.
Die Alte Straßburger Burschenschaft Germania unterhält heute freundschaftliche Verhältnisse zur Burschenschaft Germania Königsberg und zur Bonner Burschenschaft Frankonia sowie traditionell seit der frühen Straßburger Zeit zur Burschenschaft Alemannia Gießen. Seit den 1990er Jahren besteht zudem ein enger Kontakt mit der Burschenschaft Hilaritas.
Im August 2012 wurde die Burschenschaft Mitglied in der Initiative Burschenschaftliche Zukunft (IBZ) und trat im Februar 2013 aus der Deutschen Burschenschaft aus. Die Straßburger Germania war Mitglied des aus der IBZ erwachsenen Korporationsverbandes Allgemeine Deutsche Burschenschaft (ADB) seit dessen Gründung im Oktober 2016. Sie verließ den Verband im Juli 2019.
Seit Mai 2014 ist die Burschenschaft Gründungsmitglied der „Arbeitsgemeinschaft deutscher Burschenschaften“ (AdB).

## Verbindungshaus

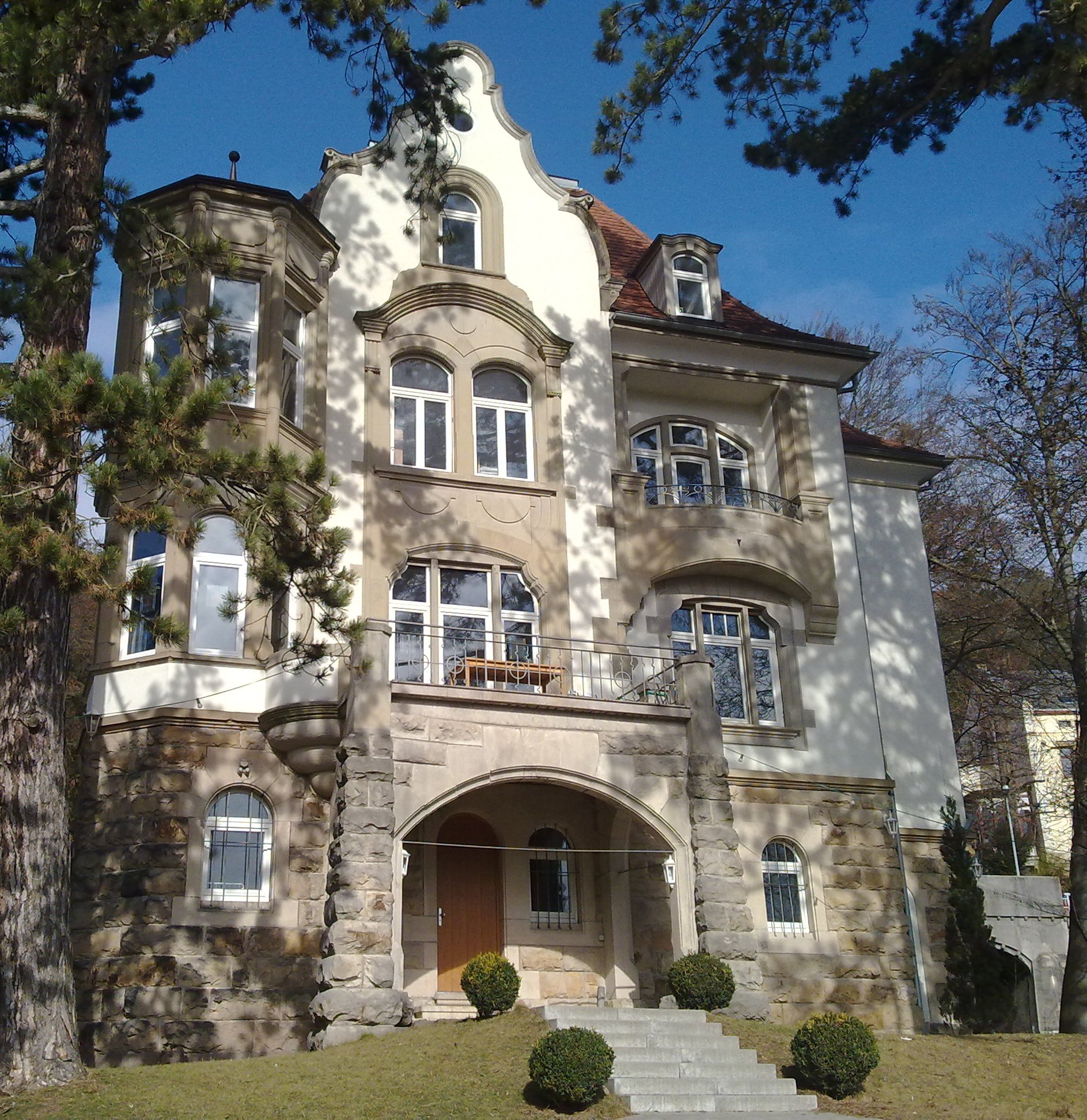
Verbindungshaus der Alten Straßburger Burschenschaft Germania in Tübingen (Neckaransicht)

Die Burschenschaft Germania Straßburg konnte in ihrer Straßburger Zeit bis 1918 trotz Gründung eines Hausbauvereins kein eigenes Verbindungshaus ihr eigen nennen. Erst in Frankfurt am Main wurde 1921 in der Varrentrappstraße 47 und 1928 dann im Kettenhofweg 55 ein eigenes Verbindungshaus erworben, das 1937 nach der Selbstauflösung verkauft wurde.
In Tübingen gelang es mit dem Haus Neckarhalde 47 im Dezember 1951 ein ehemaliges Professorenhaus als neues Verbindungshaus zu erwerben. Es war 1904 als Wohnhaus des Tübinger Universitätsprofessors Hermann Vierordt erbaut worden und wurde von dessen unverheirateten Töchtern an die Burschenschaft verkauft. Beide wohnten noch einige Jahre in ihrem Elternhaus und erhielten von der Burschenschaft eine lebenslange Leibrente.
Das Haus Neckarhalde 47 selbst liegt direkt am Neckar gegenüber dem westlichen Ende der Tübinger Neckarinsel und verfügt als einziges Verbindungshaus in Tübingen über eine eigene Anlegestelle für Stocherkähne.

## Bekannte Mitglieder
- Friedrich Brenner (1877–1969): 1910 erster ziviler Regierungsarzt in Swakopmund, verschiedene wissenschaftliche Arbeiten, u. a. detaillierte Beschreibung des nach ihm benannten Brenner-Tumors.
- Heinrich Doehle (1883–1963): Staatsbeamter im Reichspräsidialamt und SS-Oberführer, Vorsitzender des Bundes der verdrängten Beamten im Deutschen Beamtenbund.
- Karl Konrad Düssel (1872–1940): Journalist (Bonner Generalanzeiger und Stuttgarter Neues Tagblatt), 1919 Gründer des Stuttgarter Neuen Theaters in der Heusteigstraße.
- Erwin Feller (1911–1991): Politiker und Mitglied des Deutschen Bundestages für den GB/BHE, dessen Fraktionsvorsitzender Feller von 1956/57 war.
- Bernhard Gaster (1867–1938): Philologe und Direktor des Französischen Gymnasiums Berlin 1921–1932
- Karl Glässing (1866–1952): Politiker und 1913–19 Oberbürgermeister von Wiesbaden, 1914–18 Mitglied des Preußischen Herrenhauses, 1917–18 Mitglied des Hessischen Landtages, 1923 Präsident des Landesfinanzamts Darmstadt.
- Hans Rudolf Henche (1940–2024): Hochschullehrer in Basel als orthopädischer Chirurg mit dem Spezialgebiet Arthroskopie der Gelenke.
- Otto Hohls (1862–1899): Oberster Leiter des gesamten Sanitätswesens und später Generalarzt des Buren-Heeres (Südafrika)
- Friedrich Krebs (1894–1961): Lokalpolitiker (zunächst NSDAP, nach 1945 Deutsche Partei) und Oberbürgermeister von Frankfurt am Main.
- Ernst Kromayer (1862–1933): Dermatologe und Professor an der Halleschen Universität.
- Johannes Kromayer (1859–1934): Historiker, Professor für Alte Geschichte in Leipzig.
- Volkmar W. Kübler (1941–2009): Direktor der Dresdner Bank AG, Träger des Bundesverdienstkreuzes.
- Franz Künzer (1864–1947): Bürgermeister der Stadt Posen (1892–1919), Mitglied des Preußischen Abgeordnetenhauses zwischen 1913 und 1918, Geschäftsführer des Deutschen Sparkassenverbandes (1920–1924).
- Otto Loewi (1873–1961): Pharmakologe und Nobelpreisträger für Medizin 1936.
- Ernst Marckwald (1859–1926): Bibliothekar
- Karl-Heinz Mattern (1918–1996), Verwaltungsjurist, Präsident der Bundesakademie für öffentliche Verwaltung in Bonn, Präsident der Ost-Akademie und des Norddeutschen Kulturwerks, Präsident des Rats der Danziger, Hochschullehrer an den Universitäten in Saarbrücken und München
- Otto Meissner (1880–1953): Staatssekretär im Reichspräsidialamt und Leiter des Büros des Reichspräsidenten unter Friedrich Ebert, Paul von Hindenburg und Adolf Hitler.
- Hans Murawski (1915–1994): Professor für Geologie und Paläontologie in Frankfurt, Direktor des Geologisch-Paläontologischen Instituts und Herausgeber des in zahlreichen Auflagen erschienenen Geologischen Wörterbuchs.
- Joachim Kurd Niedlich (1884–1928): Schriftsteller und Pädagoge
- Erich Preiser (1900–1967): Professor für Wirtschafts- und Sozialwissenschaften in Jena, Heidelberg und München, führender Wirtschaftstheoretiker und Politikberater der Bundesrepublik in den 1950er und 60er Jahren.
- Paul Ringshausen (1908–1999), Jurist, Nationalsozialist, Angehöriger der Gestapo und Landrat in Dillenburg
- Alfred Schiff (1863–1939): Archäologe, Professor in Berlin, 1904 Mitbegründer des „Deutschen Reichsausschusses für Olympische Spiele“, einem Vorläufer des Nationalen Olympischen Komitees, Mitglied des Internationalen Olympischen Komitees.
- Moritz Zander (1861–1932): Niederösterreichischer Statthaltereivizepräsident
- Otto Zerries (1914–1999): Ethnologe mit Forschungsschwerpunkt der Indianer Südamerikas, 1956 Leiter der Amerika-Abteilung des Staatlichen Völkerkundemuseums in München, 1967–1979 Professor für Amerikanistik an der Ludwig-Maximilians-Universität München.